# La voce del cigno
La voce del cigno (The Trumpet of the Swan) è un film d'animazione statunitense prodotto da Nest Family Entertainment e RichCrest Animation Studios, diretto da Richard Rich & Terry L. Noss e distribuito dalla TriStar Pictures. Ispirato dal libro di E. B. White The Trumpet of the Swan è uscito nei cinema statunitensi l'11 maggio 2001 e italiani il 1º agosto 2001.

## Trama
In Canada due cigni aspettano la nascita dei loro pulcini: Ella con un ciuffo di capelli viola, Billie con un ciuffo di capelli verdi e Louie con un ciuffo di capelli gialli che non riesce a parlare. Louie prova a giocare con gli altri cigni ma viene più volte scacciato e fa amicizia con Sam Beaver, un boy-scout umano che salva la vita alle sue sorelle dalle grinfie di una volpe. Insieme alle sue sorelle e ai suoi genitori migra a sud a Red Rock Lake nel Montana e suo padre decide di rubare una trombetta nella cittadina di Billings in un negozio chiamato Buds Music per permettergli di suonare. Una dei pochi cigni a mostrarsi sempre gentile con Louie è Serena, ma i suoi tentativi di starle vicino sono osteggiati dal bullo Boyd e dalla frustrazione di Louie nel non poter esprimere a parole ciò che prova per lei. Un giorno fa conoscenza con lo scoiattolo Sweets che lo convince a imparare a leggere e scrivere con l'aiuto di Sam e la sua maestra Mr. Hammerbotham. Ritorna a casa con una lavagnetta e un distintivo di ringraziamento da parte della scuola di Billings, ma gli altri cigni non capiscono comunque perché non sanno leggere, quindi viene scacciato di nuovo e allora suo padre gli regala la trombetta che aveva rubato all'inizio.
Scopre che suo padre ha rubato la trombetta per lui e decide di restituire i soldi con l'aiuto di Sam, infatti raggiunge il campo scout e rimane alcuni giorni in sua compagnia. Louie riceve una medaglia al valore per aver salvato un compagno di Sam, A.G Skinner e un sacchetto di soldi. Su consiglio di Sam si reca a Boston e con l'aiuto di Monty, un contrabbandiere che si offre di essere suo agente diventa molto famoso in tutta la città dove può alloggiare in un hotel a cinque stelle chiamato The Ritz-Carlton e avere tutto ciò che vuole. Ma quando scopre che Serena sta per sposare Boyd decide di tornare a casa e affrontarlo. Louie riesce a sconfiggere Boyd e insieme a suo padre va a Billings per pagare il proprietario del negozio di musica.
Il film si conclude con il matrimonio di Serena e Louie e la nascita dei loro pulcini.